# Wlodek Gulgowski
Włodek Gulgowski, född Włodzimierz Kazimierz Gulgowski 13 februari 1944 i Łódź i Polen, är en polskfödd svensk kompositör och textförfattare. Han kom till Sverige 1965.
Gulgowski har bland annat spelat i grupperna Pop Workshop och Made in Sweden.

## Filmmusik
- 1986 – Betongmormor
- 1987 – A Winter in Herat
- 1987 – En film om kärlek
- 1989 – Den blå jaguaren
- 1989 – Kronvittnet
- 1989 – Miraklet i Valby
- 1990 – Fiendens fiende (TV-serie)
- 1991 – "Harry Lund" lägger näsan i blöt!
- 1993 – Morfars resa
- 1994 – Schaman
- 2000 – Hur som helst är han jävligt död
- 2001 – Gustav III:s äktenskap
- 2003 – Kommer du med mig då
- 2003 – Talismanen (TV-serie)
- 2004 – 6 Points
- 2005 – Kocken